# Phyllopteryx dewysea
El dragón marino rojo (Phyllopteryx dewysea) es una especie de pez marino de la familia Syngnathidae. Se encuentra en el archipiélago de La Recherche y otras zonas costeras del sudoeste de Australia.
El dragón marino rojo, mide menos de tres centímetros, de color rojo rubí con líneas verticales y marcas de luz en su hocico.